# حركة البناء الوطني
حركة البناء الوطني حزب سياسي جزائري أسسه مصطفى بلمهدي رسميا بعد عقد مؤتمره التأسيسي يوم الجمعة 22 مارس 2013، وكانت قد منحته وزارة الداخلية والجماعات المحلية الترخيص في 2013، باستطاعته العمل بصفته تشكيلة سياسية جديدة.

## حركة البناء الوطني
حزب إسلامي محافظ وطني يسعى لبعث دولة القانون، وتخضع فيها ممارسة المسؤولية لمعايير النزاهة والالتزام ولكافة أشكال الرقابة والمساءلة والمحاسبة، عقد مؤتمره التأسيسي يوم الجمعة 22 مارس 2014، ينتمي أعضائه من مختلف ولايات الجزائر ينتمي هؤلاء إلى كل الشرائح الاجتماعية ويمثلون سائر القطاعات المهنية وجاء اختيار تسمية «حركة البناء الوطني» أولا: لأن «الحركة» حركية استمرارية تهدف إلى بناء الفرد والمجتمع في شتى النواحي عكس الحزب الذي يسعى إلى الوصول للسلطة فقط ثانيا: «البناء الوطني» لأنها مرحة لبناء الجزائر بعد ما تمت عملية الاستقلال من الإستعمار الفرنسي.

## أعضاء بارزين
- مصطفى بلمهدي مؤسس حركة البناء الوطني.[7]
- عبد القادر بن قرينة مرشح رئاسيات الجزائر 2019.
- سليمان شنين رئيس المجلس الشعبي الوطني الجزائري.[8][9][10][11][12][13]